# Точисский, Павел Варфоломеевич
Па́вел Варфоломе́евич Точи́сский (при рождении Август-Рене-Болеслав-Людвиг Точисский; 3 (15) мая 1864, Екатеринбург — 18 июля 1918, Белорецкий завод, ныне Белорецк) — деятель социал-демократического движения в России, большевик.

## Биография
Отец, Варфоломей Францевич — обрусевший поляк, из мелкопоместных шляхтичей, полковник в отставке, начальник Екатеринбургской тюрьмы, мать — француженка, Урания Августовна, дочь архитектора, воспитавшая сына в традициях Великой французской революции.
Урал с его лесами и горами развил в мальчике любовь к природе и сделал его поэтом, а высланные из Петербурга революционеры оказали большое влияние на развитие его революционных взглядов. Ещё в гимназии он организует народнический кружок, а в 1883 г. бросает гимназию и поступает рабочим в железнодорожные мастерские. В 1884 г. с сестрой Марией (поступившей на Бестужевские курсы) — едет в Санкт-Петербург, поступает на ремесленные курсы, для изучения слесарного ремесла.
Осенью 1885 г. образовывает кружок. В состав его, кроме организатора, входили трое братьев Брейтфус (Людвиг, Гейнрих и Эдуард), сестра Мария, дочь священника Любовь Васильевна Аркадакская и Елизавета Васильева. Сначала кружок назывался «Общество содействия поднятию материального, интеллектуального и морального уровня рабочего класса в России», затем — «Товарищество Санкт-Петербургских мастеровых». Вскоре Точисский завязывает знакомство санкт-петербургскими рабочими кружками, и поступает на Александровский завод за Невской заставой. Здесь он заменил арестованного пропагандиста Герасимова из группы Благоева. Точисский работает на Выборгской стороне, организует рабочие собрания на Охте, знакомится с социал-демократической литературой группы «Освобождение труда», и здесь окончательно складывается его политическое мировоззрение. Привлечённый по делу организованного им же «Товарищества петербургских мастеровых», имевшего резко выраженный социал-демократический характер, он был арестован и затем выслан в Екатеринослав. Здесь он поступает на должность чертёжника, работает вместе с группой социал-демократов, скоро опять подвергается высылке, тюремному заключению и т. д.
В 1898 г. Точисский поселился в Москве, но уже в 1899 г. был арестован «за принадлежность к кружку интеллигентов, занимавшихся социальной пропагандой среди рабочих», был выслан в Вологодскую губернию на 3 года. В 1905 г. опять работает в Москве, служит техником в городской управе, занимается организацией профессионального союза техников и социал-демократической фракции городской думы, председательствует в стачечном комитете и принимает активное участие в декабрьском восстании. В то же время он редактирует журнал «Техник» — орган профессионального союза техников, работавших в городском предприятии, и газету «Борьба». Союз техников, принявший программу партии большевиков, под руководством Точисского расширил свои рамки и охватил весь Центральный промышленный район. В 1906 г. Точисский был привлечён к ответственности, а журнал «Техник» был закрыт. С этих пор до Февральской революции он скитается с семьёй по России, преследуемый полицией, постоянно меняя места службы.
1917 год застаёт его на Урале, на Белорецком заводе. Точисский выдвигается на пост партийного руководителя в уральском областном комитете и военного комиссара, ведёт беспощадную борьбу с контрреволюцией. Убит во время контрреволюционного мятежа эсерами и белоказачьими офицерами, по другим сведениям, бойцами команды штаба отряда И. Д. Каширина при попытке ареста.

## Семья
Жена — Александра Леонтьевна, урожд. Шаповалова (ум.в 1936, в Москве)
Дети: 
- Мария Павловна (1899—1974). В Москве работала в наркомате просвещения, затем в библиотеке. С 1947 года жила в Белорецке. Ее муж — Михаил Сергеевич Сергеев (1897—1942), советский государственный деятель, народный комиссар просвещения Чувашской АССР. (1927—1930),  народный комиссар здравоохранения Чувашской АССР. (1930-1934); репрессирован[7]. Реабилитирован в 1956 году. Их дочери: Светлана (род. 1924) и Виргиния (род. 1931)[8].
- Марина Павловна (1914—?)

Потомки Павла Точисского живут в Уфе, Мурманске, Краснодаре, Зеленограде.